# Richard Attenborough: A Life in Film
Richard Attenborough: A Life in Film es un documental británico de 2014, dirigido por Sally Norris, que a su vez lo escribió, en la fotografía estuvieron Denis Borrow y Rob Pike, los protagonistas son Richard Attenborough, Candice Bergen y Michael Douglas, entre otros. El filme fue realizado por British Broadcasting Corporation (BBC) Television y se estrenó el 25 de agosto de 2014.

## Sinopsis
Se da a conocer la historia de vida del cineasta y reconocido actor, quien hizo un importante aporte al cine: Richard Attenborough.